# Choroby odzwierzęce
Choroby odzwierzęce, zoonozy, antropozoonozy – zakaźne lub pasożytnicze choroby zwierząt, bądź przez zwierzęta tylko roznoszone, przenoszące się na człowieka poprzez kontakt bezpośredni lub surowce pochodzenia zwierzęcego, rzadziej drogą powietrzną (np. toksoplazmoza, bruceloza, wścieklizna, ptasia grypa i inne).
Nad zapobieganiem szerzeniu się chorób zakaźnych zwierząt czuwają lekarze weterynarii, natomiast leczeniem chorób odzwierzęcych u człowieka trudnią się lekarze specjaliści chorób zakaźnych.